# Никула (Клуж)
Никула (рум. Nicula) насеље је у Румунији у округу Клуж у општини Физешу Герлиј. Oпштина се налази на надморској висини од 304 m.

## Становништво
Према подацима из 2002. године у насељу је живело 618 становника.

### Попис2002.
| Расподела становништва по националности 2002.‍ | Расподела становништва по националности 2002.‍ | Расподела становништва по националности 2002.‍ | Расподела становништва по националности 2002.‍ | Расподела становништва по националности 2002.‍ |
| --------------------------------------------- | --------------------------------------------- | --------------------------------------------- | --------------------------------------------- | --------------------------------------------- |
|                                               |                                               |                                               |                                               |                                               |
| Румуни                                        | Румуни                                        |                                               | 586                                           | 94,8%                                         |
| Мађари                                        | Мађари                                        |                                               | 5                                             | 0,8%                                          |
| Роми                                          | Роми                                          |                                               | 27                                            | 4,4%                                          |